# نایکا
نایکا (به اسپانیایی: Naica) یک منطقهٔ مسکونی در مکزیک است که در ایالت چی‌واوا واقع شده‌است. نایکا ۴٬۹۳۸ نفر جمعیت دارد.